# Avenue Raoul-Follereau
L’avenue Raoul-Follereau est une voie marseillaise située dans le 11e arrondissement de Marseille. 

## Situation et accès
Cette avenue en courbe essentiellement résidentielle située dans le quartier de la Pomme relie le boulevard de la Pomme au centre commercial des Caillols situé avenue William-Booth, à la limite entre les 11e et 12e arrondissements. Depuis 2007, la ligne de tramway  y fait terminus.

## Origine du nom
La rue doit son nom à Raoul Follereau (1903-1977), journaliste et écrivain français. 

## Historique
La voie prend sa dénomination actuelle par délibération du Conseil municipal du 30 juin 1980, après demande de l'Association des Bouches-du-Rhône pour l'Aide aux Lépreux.

## Bâtiments remarquables et lieux de mémoire
- À l’extrémité nord de la rue se trouve le centre commercial des Caillols.